# マイク・マイヤーズ
マイク・マイヤーズ（Mike Myers, 1963年5月25日 - ）は、カナダ出身の俳優、コメディアン、脚本家、映画プロデューサー。

## 生い立ち
1963年5月25日、オンタリオ州スカボローに生まれる。イギリス人（イングランド人・スコットランド人・アイルランド人の混血）の両親を持つ。父親はイギリス陸軍のコック、母親は元イギリス空軍。

## キャリア
子供の頃からコメディアンになることを夢見て、高校卒業後にシカゴの名門コメディ劇団『セカンド・シティ』に参加。
1989年から『サタデー・ナイト・ライブ』にレギュラー出演し、多くのキャラクターを演じて人気を博し、エミー賞を受賞する。その中の一つのキャラクターを映画化した『ウェインズ・ワールド』がヒット。この映画では脚本も書いている。続編も作られたが、その後しばらく公の場に姿を現さなかった。
1997年からの『オースティン・パワーズ』シリーズで復帰。このシリーズでは脚本・製作も手掛けている。
1997年と2008年のMTVムービー・アワードの司会を務める。

## 私生活
マイヤーズ自身はカナダ、アメリカ、イギリスの市民権を所持している。
1980年代に女優・ライターのロビン・ルーザンと交際をはじめる。二人はシカゴのホッケー場で出会った。1993年に結婚するが、2005年に離婚を申請。2006年よりカフェのオーナーであったKelly Tisdaleと交際をはじめ、2010年に結婚。息子と娘が一人ずついる。

## フィルモグラフィー
特記なきものは出演のみ。

### 映画
| 年   | 題名                                                                    | 役名                                  | 備考       | 吹替                                       |
| ---- | ----------------------------------------------------------------------- | ------------------------------------- | ---------- | ------------------------------------------ |
| 1992 | ウェインズ・ワールド Wayne's World                                      | ウェイン・キャンベル                  | 脚本       | 山寺宏一                                   |
| 1992 | ハネムーンは命がけ So I Married an Axe Murderer                         | チャーリー スチュワート・マッケンジー |            | N/A                                        |
| 1993 | ウェインズ・ワールド2 Wayne's World 2                                   | ウェイン・キャンベル                  | 脚本       | 山寺宏一                                   |
| 1997 | オースティン・パワーズ Austin Powers: International Man of Mystery      | オースティン・パワーズ Dr.イーブル    | 脚本・製作 | 山寺宏一                                   |
| 1998 | 54 フィフティ★フォー 54                                                 | スティーヴ・ルベル                    |            | 山路和弘（ソフト版） 落合弘治（Netflix版） |
| 1998 | ピンク・ピンク・ライン The Thin Pink Line                               | ティム・ブローデリック                | N/A        |                                            |
| 1999 | オースティン・パワーズ:デラックス Austin Powers: The Spy Who Shagged Me | オースティン・パワーズ Dr.イーブル    | 脚本・製作 | 山寺宏一                                   |
| 1999 | ミステリー、アラスカ Mystery, Alaska                                    | ドニー・シュルツォファー              |            |                                            |
| 2001 | シュレック Shrek                                                        | シュレック                            | 声の出演   | 濱田雅功                                   |
| 2002 | オースティン・パワーズ ゴールドメンバー Austin Powers in Goldmember     | オースティン・パワーズ Dr.イーブル    | 脚本・製作 | 山寺宏一                                   |
| 2003 | ハッピー・フライト View from the Top                                    | ジョン・ウィットニー                  |            | 広川太一郎                                 |
| 2003 | ハットしてキャット Dr. Seuss' The Cat in the Hat                        | キャット                              | 星野充昭   |                                            |
| 2004 | シュレック2 Shrek 2                                                     | シュレック                            | 声の出演   | 濱田雅功                                   |
| 2007 | シュレック3 Shrek the Third                                             | シュレック                            | 声の出演   | 濱田雅功                                   |
| 2008 | 愛の伝道師 ラブ・グル The Love Guru                                     | グル・ピトカ                          | 脚本・製作 | N/A                                        |
| 2009 | イングロリアス・バスターズ Inglourious Basterds                         | エド・フェネク将軍                    |            | 後藤哲夫                                   |
| 2010 | シュレック フォーエバー Shrek Forever After                             | シュレック                            | 声の出演   | 濱田雅功                                   |
| 2018 | アニー・イン・ザ・ターミナル Terminal                                   | クリントン ミスター・フランクリン     |            | 板取政明                                   |
| 2018 | ボヘミアン・ラプソディ Bohemian Rhapsody                                | レイ・フォスター                      | 咲野俊介   |                                            |
| 2022 | スパークス・ブラザーズ THE SPARKS BROTHERS                              | 本人                                  | 山本高広   |                                            |
| 2022 | アムステルダム Amsterdam                                                | ポール・カンタベリー                  | 多田野曜平 |                                            |
| 2026 | Shrek 5                                                                 | シュレック                            | 声の出演   |                                            |

### テレビ
- ザ・ペンタベレート 〜秘密の5人、世界を操る〜 The Pentaverate （2022年）脚本・出演・製作総指揮